# ساخت‌گرایی (هنر)

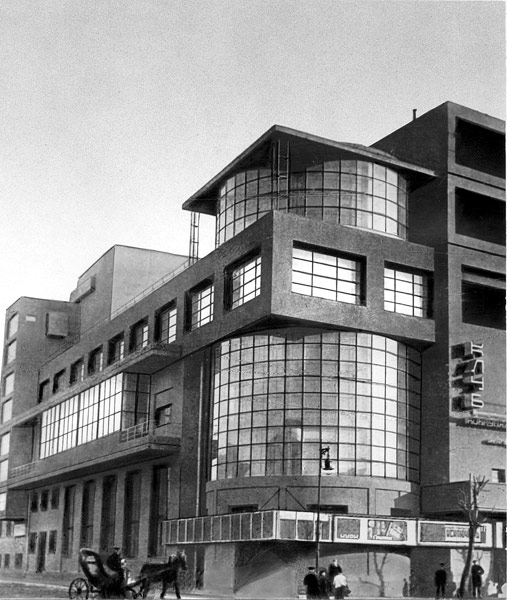
باشگاه کارگران زویف، ۱۹۲۷–۱۹۲۹

کانستراکتیویسم یا ساخت‌گرایی، یک جنبش فرهنگی (هنری) که از سال ۱۹۱۳ به بعد در روسیه با ردّ ایده هنر برای هنر و در دفاع از ایده استفاده از هنر در راه رسیدن به اهداف اجتماعی، توسط ولادیمیر تاتلین شکل گرفت و تا حدود سال ۱۹۳۴ ادامه پیدا کرد.
از دید هنرمند کانستراکتیویست، هنر ناگزیر کارکردی اجتماعی دارد. هنر، برخلاف بیشتر دیدگاه‌های سده نوزدهم، نه موضوع تأمل عارفانه است و نه سرچشمه حقیقتی متعالی. هنرمند پیشگو نیست که چیزی به او الهام شده باشد؛ بلکه صنعت‌کاری ماهر است که از ماده خامی که رسانه در اختیار او می‌گذارد برای خلق کار هنری استفاده می‌کند.

چه بسا هنرمندان را با مهندسان مقایسه می‌کردند که ابزار و رویکردی عقلانی و حتی علمی به کار می‌گیرند.